# Număr tetraedric

O piramidă cu lungimea laterală de 5 conține 35 de sfere. Fiecare strat reprezintă unul dintre primele cinci numere triunghiulare.

Un număr tetraedric sau tetraedral este un număr figurativ care reprezintă o piramidă cu o bază triunghiulară și trei laturi, numită tetraedru. Este un număr platonician, o subclasă a numerelor poliedrice sau poliedrale, subclasă la rândul său a numerelor figurative.
Al n-lea număr tetraedric, Ten, este suma primelor n numere triunghiulare, și anume,
{\displaystyle Te_{n}=\sum _{k=1}^{n}T_{k}=\sum _{k=1}^{n}{\frac {k(k+1)}{2}}=\sum _{k=1}^{n}\left(\sum _{i=1}^{k}i\right)}
Primele numere tetraedrice sunt:
1, 4, 10, 20, 35, 56, 84, 120, 165, 220, ... 

## Formula

Formula pentru al n-lea număr tetraedric poate fi scrisă și ca:
{\displaystyle Te_{n}=\sum _{k=1}^{n}T_{k}=\sum _{k=1}^{n}{\frac {k(k+1)}{2}}=\sum _{k=1}^{n}\left(\sum _{i=1}^{k}i\right)={\frac {n(n+1)(n+2)}{6}}={\frac {n^{\overline {3}}}{3!}}}
Numerele tetraedrice pot fi exprimate și pe baza coeficienților binomiali (vezi imaginea alăturată):
{\displaystyle Te_{n}={\binom {n+2}{3}}.}
Numerele tetraedrice pot fi, prin urmare, găsite în a patra poziție, fie din stânga, fie din dreapta în triunghiul lui Pascal.